# Tour d'Espagne 1962
La 17e édition du Tour d'Espagne s'est déroulée entre le 27 avril et le 13 mai 1962 entre Barcelone et Bilbao. Il se composait de 17 étapes pour un total de 2 806 km. Il a été remporté par l'Allemand Rudi Altig de l'équipe Saint Raphael – Helyett, qui s'adjuge également le classement par points. L'Espagnol Antonio Karmany a remporté le classement de la montagne pour la troisième fois.

## Résumé de la course
C'est la première participation de Jacques Anquetil, annoncé comme grand favori de l’épreuve. Il vient avec une équipe très rodée composée notamment de Rudi Altig, Seamus Elliott, Jean Graczyk et Jean Stablinski. Sa formation Saint-Raphael-Helyet exercera une domination rigoureuse, presque scientifique sur la course. Pas une échappée qui ne soit contrôlée, une présence de tous les instants aux arrivées et sommets de cols. Les hommes d'Anquetil vont cadenasser la course, remportant 11 étapes sur 17. Pourtant, Jacques Anquetil n’est pas au mieux de sa forme. Relégué à près de 5 minutes d’Altig au soir de la 7e étape et même vaincu (pour une seconde) par l’Allemand lors du contre-la-montre de 82 kilomètres entre Bayonne et Saint-Sébastien, Anquetil, vexé, abandonne la veille de l’arrivée alors qu’il pointait à la deuxième place du général. Rudy Altig remporte finalement l'épreuve devant l'Espagnol José Pérez Francés pointé à plus de 7 minutes au général. À noter que Antonio Karmany devient le premier coureur à remporter 3 maillots de la montagne de suite.

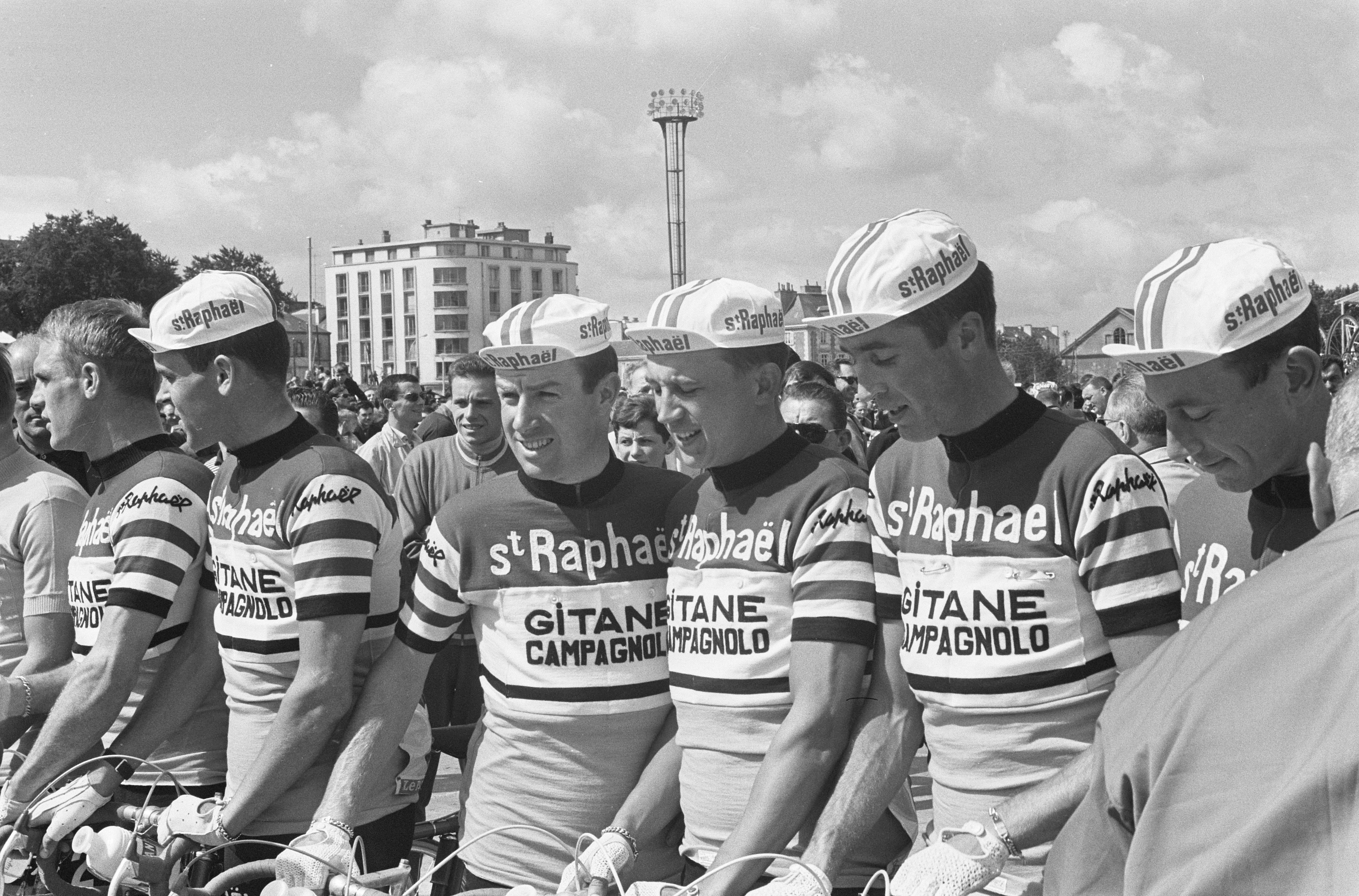
L'équipe Saint Raphael de Jacques Anquetil et Rudi Altig (vainqueur de l'épreuve) a remporté le classement par équipes du Tour d'Espagne.

## Équipes participantes
- Faema
- Saint Raphael-Helyett
- Portugal
- Wiels-Groene Leeuw
- Italie
- Pays-Bas
- KAS
- Ferrys
- Licor 43

## Classement général
| \| 1. \| Rudi Altig \| Allemagne \| Saint-Raphael \| en \| 78 h 35 min 27 s \| \| \| 2. \| José Pérez Francés \| Espagne \| Ferrys \| + \| 7 min 14 s \| \| \| 3. \| Seamus Elliott \| Irlande \| Saint-Raphael \| + \| 7 min 17 s \| \| \| 4. \| Miguel Pacheco \| Espagne \| KAS \| + \| 10 min 21 s \| \| \| 5. \| Francisco Gabica \| Espagne \| KAS \| + \| 10 min 21 s \| \| \| 6. \| Jean Stablinski \| France \| Saint-Raphael \| + \| 17 min 07 s \| \| \| 7. \| Mies Stolker \| Pays-Bas \| Saint-Raphael \| + \| 17 min 57 s \| \| \| 8. \| Fernando Manzaneque \| Espagne \| Licor 43 \| + \| 18 min 13 s \| \| \| 9. \| Eddy Pauwels \| Belgique \| Groene Leeuw \| + \| 19 min 55 s \| \| \| 10. \| Albertus Geldermans \| Pays-Bas \| Saint-Raphael \| + \| 20 min 23 s \| \| |                     |           |               |    |                  |  |
| 1. | Rudi Altig          | Allemagne | Saint-Raphael | en | 78 h 35 min 27 s |  |
| 2. | José Pérez Francés  | Espagne   | Ferrys        | +  | 7 min 14 s       |  |
| 3. | Seamus Elliott      | Irlande   | Saint-Raphael | +  | 7 min 17 s       |  |
| 4. | Miguel Pacheco      | Espagne   | KAS           | +  | 10 min 21 s      |  |
| 5. | Francisco Gabica    | Espagne   | KAS           | +  | 10 min 21 s      |  |
| 6. | Jean Stablinski     | France    | Saint-Raphael | +  | 17 min 07 s      |  |
| 7. | Mies Stolker        | Pays-Bas  | Saint-Raphael | +  | 17 min 57 s      |  |
| 8. | Fernando Manzaneque | Espagne   | Licor 43      | +  | 18 min 13 s      |  |
| 9. | Eddy Pauwels        | Belgique  | Groene Leeuw  | +  | 19 min 55 s      |  |
| 10. | Albertus Geldermans | Pays-Bas  | Saint-Raphael | +  | 20 min 23 s      |  |

## Étapes
| N°  | Date     | Villes étapes             | km         | Vainqueur d'étape       | Leader du général |
| 1re | 27 avril | Barcelone                 | 90         | Antonio Barrutia        | Antonio Barrutia  |
| 2e  | 28 avril | Barcelone - Tortosa       | 185        | Rudi Altig              | Rudi Altig        |
| 3e  | 29 avril | Tortosa - Valence         | 188        | Nino Defilippis         | Rudi Altig        |
| 4e  | 30 avril | Valence - Benidorm        | 141        | Seamus Elliott          | Seamus Elliott    |
| 5e  | 1er mai  | Benidorm                  | 21 (CLM/E) | Saint Raphael - Helyett | Seamus Elliott    |
| 6e  | 2 mai    | Benidorm - Cartagène      | 152        | Jean Graczyk            | Seamus Elliott    |
| 7e  | 3 mai    | Murcie - Almería          | 223        | Rudi Altig              | Rudi Altig        |
| 8e  | 4 mai    | Almería - Malaga          | 220        | Jean-Claude Annaert     | Rudi Altig        |
| 9e  | 5 mai    | Malaga - Cordoue          | 193        | Antonio Gómez del Moral | Seamus Elliott    |
| 10e | 6 mai    | Valdepeñas - Madrid       | 210        | Albertus Geldermans     | Seamus Elliott    |
| 11e | 7 mai    | Madrid - Valladolid       | 189        | Jean Stablinski         | Seamus Elliott    |
| 12e | 8 mai    | Valladolid - Logroño      | 232        | Ernesto Bono            | Seamus Elliott    |
| 13e | 9 mai    | Logroño - Pampelune       | 191        | Jean Graczyk            | Seamus Elliott    |
| 14e | 10 mai   | Pampelune - Bayonne       | 149        | Jean Graczyk            | Seamus Elliott    |
| 15e | 11 mai   | Bayonne - Saint-Sébastien | 82 (CLM)   | Rudi Altig              | Rudi Altig        |
| 16e | 12 mai   | Saint-Sébastien - Vitoria | 177        | Jean Graczyk            | Rudi Altig        |
| 17e | 13 mai   | Vitoria - Bilbao          | 171        | José Segú               | Rudi Altig        |

## Classements annexes
| \| 1. \| Rudi Altig \| Allemagne \| Saint-Raphael \| 143 points \| \| 2. \| Seamus Elliott \| Irlande \| Saint-Raphael \| 256 points \| \| 3. \| José Pérez Francés \| Espagne \| Ferrys \| 281 points \| |                    |           |               |            |
| 1. | Rudi Altig         | Allemagne | Saint-Raphael | 143 points |
| 2. | Seamus Elliott     | Irlande   | Saint-Raphael | 256 points |
| 3. | José Pérez Francés | Espagne   | Ferrys        | 281 points |

| \| 1. \| Antonio Karmany \| Espagne \| KAS \| 59 points \| \| 2. \| José Segú \| Espagne \| KAS \| 44 points \| \| 3. \| Julio Jiménez \| Espagne \| Faema \| 42 points \| |                 |         |       |           |
| 1. | Antonio Karmany | Espagne | KAS   | 59 points |
| 2. | José Segú       | Espagne | KAS   | 44 points |
| 3. | Julio Jiménez   | Espagne | Faema | 42 points |

| \| 1. \| José Segú \| Espagne \| KAS \| 25 points \| |           |         |     |           |
| 1.                                                   | José Segú | Espagne | KAS | 25 points |

| \| 1. \| Saint Raphael - Helyett \| France \| Saint-Raphael \| 235 h 23 min 16 s \| |                         |        |               |                   |
| 1.                                                                                  | Saint Raphael - Helyett | France | Saint-Raphael | 235 h 23 min 16 s |

## Liste des coureurs
| Faema | Saint Raphel Helyett | Portugal |
| - 1 José Bernárdez - 2 Salvador Botella - 3 José Martín Colmenarejo - 4 Antonio Gomez Del Moral - 5 José Herrero Berrendero - 6 Julio Jimenez - 7 Gabriel Mas - 8 Luis Mayoral - 9 Salvador Rosa Gómez - 10 José Gomez Del Moral | - 11 Rudi Altig - 12 Jacques Anquetil] - 13 Jean-Claude Annaert - 14 Marcel Queheille - 15 Jean Graczyk - 16 Seamus Elliott - 17 Marcel Janssens - 18 Jean Stablinski - 19 Mies Stolker - 20 Albertus Geldermans   | - 21 Jorge Corvo - 22 Mario Da Silva - 23 Manuel Simoes - 24 Inidio Do Rosario - 25 Joao Alves - 26 Francisco Valada - 27 Agostino Correia - 28 Laurentino Mendes - 29 Joao Dos Santos - 30 Victor Tenazinha |
| Wiels Groene Leeuw | Italie | Pays Bas |
| - 31 Roger Baguet - 32 Marcel Bostoen - 33 Dieter Puschel - 34 Julien Gekière - 35 Daniel Denijs - 36 André Messelis - 37 Eddy Pauwels - 38 Alfons Sweeck - 39 Marcel Seynaeve - 40 René Van Meenen                              | - 41 Nino Defilippis - 42 Ernesto Minetto - 43 Sergio Braga - 44 Giuseppe Sartore - 45 Catullo Ciacci - 46 Pietro Chiodini - 47 Ernesto Bono - 48 Giuliano Bernardele - 49 Giacomo Grioni - 50 Gaetano Sarazin     | - 51 Antoon Van Der Steen - 52 Jan Westdorp - 53 Piet Van Der Horst junior - 54 Frits Knoops - 55 Leo Coehorst - 56 Fons Steuten - 57 Tom Tubee - 58 Cees Van Amsterdam - 59 Frans Stevens - 60 Jan Le grand |
| Kas | Ferrys | Licor 43 |
| - 61 Antonio Barrutia - 62 Francisco Gabica - 63 Antonio Karmany - 64 Carmelo Morales - 65 Miguel Pacheco - 66 Manuel Martin Pinera - 67 José Segú - 68 José Urrestarazu - 69 Eusebio Velez - 70 Jorge Nicolau                   | - 71 José Perez Frances - 72 Vicente Iturat - 73 Antonio Bertran - 74 Julio San Emeterio - 75 Emilio Cruz - 76 Gabriel Company - 77 Juan-Manuel Menendez - 78 Ventura Diaz - 79 Juan Escolá - 80 Rogelio Hernández | - 81 Antonio Jiménez Quiles - 82 Jesús Loroño - 83 Fernando Manzaneque - 84 René Marigil - 85 Angel Guardiola - 86 Luis Penalver - 87 Raul Rey - 88 Vicente Luque - 89 Esteban Martin - 90 Angel Rodriguez   |